# Доситей Дебърски
Доситей (на гръцки: Δοσίθεος, Доситеос) е православен духовник, дебърски митрополит в първата половина на XIX век.

## Биография
Роден е в 1769 година в село Макриница в Магнезия. По време на първото патриаршество на патриарх Неофит VII Константинополски (1789-1794) той е назначен като портиер на Вселенската патриаршия. След това служи като втори патриаршески дякон и велик сингел на Патриаршията. През октомври 1814 година е избран и по-късно ръкоположен за дебърски митрополит. Споменат е в 1818 година, в която участва в работата на Светия Синод на Цариградската патриаршия в Цариград. Доситей подписва последен синодалния акт на патриарх Кирил VI Константинополски за въздигането на епископията на Триполица в митрополия и за присъединяването към нея на епископията на Амикла.
На 12 април 1819 година е избран за митрополит на Неа Патра. След избухването на Гръцката революция той се установява в Цариград, където умира около 1830 година.